# Darling (rzeka)

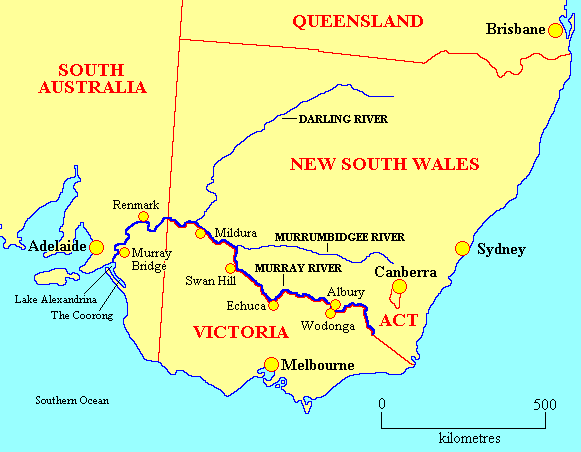
Rzeka Darling i Murray.

Darling (ang. Darling River) – rzeka w południowo-wschodniej Australii o długości 2739 km. Jest najdłuższym (prawym) dopływem Murray. Powierzchnia jej dorzecza wynosi 650 tys. km². Źródła Darling znajdują się w paśmie New England w Wielkich Górach Wododziałowych (Nowa Południowa Walia); wpada do rzeki Murray w Wentworth w Nowej Południowej Walii. Średni przepływ wynosi 42 m³/s. W porze bezdeszczowej miejscami wysycha, jest więc rzeką okresową podobnie jak większość jej dopływów. W środkowym i dolnym biegu płynie kilkoma korytami (rzeka anastamozująca). 
Niektórzy geografowie traktują Darling i dolny Murray, jako jedną rzekę o dł. 3700 km.
- Aspekt miłosny: Wielu turystów odwiedza rzekę Darling ze względu na jej nazwę. Pewną tradycją stało się dla nowych par odbywanie podróży kajakiem po bezpiecznej części rzeki. Umacnia to zdaniem turystów więź między zakochanymi.